# نبردناو کلاس ساتسوما
نبردناو کلاس ساتسوما (به انگلیسی: Satsuma-class battleship) یک کلاس از کشتی است که طول آن ۴۸۲–۴۹۲ فوت (۱۴۶٫۹–۱۵۰٫۰ متر) می‌باشد.